# Fuck You!!! And Loving It: A Retrospective
Fuck You!!! And Loving It: A Retrospective es el primer y único álbum recopilatorio de la cantante estadounidense de heavy metal Wendy O. Williams, publicado en 1988 por Powerage Records. Incluye diez canciones que repasan toda la carrera de la artista, desde el disco debut de Plasmatics hasta su última producción como solista Deffest! and Baddest! de 1988.

## Lista de canciones
| N.º | Título                        | Escritor(es)               | Duración |  |
| 1.  | «Tight Black Pants» (en vivo) | Rod Swenson, Richie Stotts |          |  |
| 2.  | «Butcher Baby»                | Swenson, Stotts            |          |  |
| 3.  | «Sex Junkie» (en vivo)        | Swenson, Stotts, Wes Beech |          |  |
| 4.  | «A Pig is a Pig»              | Stotts, Jean Beauvoir      |          |  |
| 5.  | «It's My Life»                | Gene Simmons, Paul Stanley |          |  |
| 6.  | «Hoy Hey (Live to Rock)»      | Swenson, Michael Ray       |          |  |
| 7.  | «Goin' Wild»                  | Swenson, Ray               |          |  |
| 8.  | «You're a Zombie»             | Swenson, Ray               |          |  |
| 9.  | «Propagators»                 | Swenson, Beech             |          |  |
| 10. | «Know W'am Sayn»              |                            |          |  |